# 我为歌狂 (电视节目)
《我为歌狂》是中国安徽卫视于2013年5月推出的华语唱将音乐对战真人秀节目，该节目第一季已于2013年7月18日结束，第一季冠军为“蓝队”（伍思凯、罗中旭、纪敏佳和郁可唯），第二季已于2014年8月2日结束，冠軍隊伍為“搖滾戰隊”（黑豹樂隊、劉文傑、張赫宣）。

## 基本简介
- 主持人：田震、余声
- 音樂總監：譚伊哲
- 第一季共12期，于2013年5月2日每周四22:30首播，2013年7月18日结束。
- 第二季共12期，于2014年5月17日每周六22:40首播，2014年8月2日结束。

## 第一季

### 参赛歌手
共18位参赛歌手
| 战队     | 歌手   | 简介                       | 代表作                   |
| -------- | ------ | -------------------------- | ------------------------ |
| 黄队     | 柯以敏 | 马来西亚女歌手             | 《谢谢你让我这么爱你》   |
| 黄队     | 阿杜   | 新加坡沙哑歌王             | 《他一定很爱你》         |
| 黄队     | 郁可唯 | 2009年《快乐女声》全国殿军 | 《时间煮雨》             |
| 红队     | 毛宁   | 中国男神歌手               | 《涛声依旧》             |
| 红队     | 吉杰   | 2007年《快乐男声》全国五强 | 《失去的年华》           |
| 红队     | 朱桦   | 中国女歌手                 | 《我怎么了》             |
| 蓝队     | 韩磊   | 中国歌王                   | 《最向天再借五百年》     |
| 蓝队     | 李翊君 | 台湾歌手                   | 《风中的承诺》           |
| 蓝队     | 温岚   | 台湾歌手                   | 《同手同脚》             |
| 绿队     | 李泉   | 中国原创王子               | 《走钢索的人》           |
| 绿队     | 黄龄   | 中国转音歌姬               | 《痒》                   |
| 绿队     | 高明骏 | 台湾歌手                   | 《我悄悄地蒙上你的眼睛》 |
| 替补队伍 | 罗中旭 | 替补阿杜加入“黄队”         | 《星光灿烂》             |
| 替补队伍 | 麦子杰 | 替补毛宁入围“红队”         | 《常梦见你》             |
| 替补队伍 | 萨顶顶 | 替补吉杰入围“红队”         | 《万物生》               |
| 替补队伍 | 纪敏佳 | 替补韩磊入围“蓝队”         | 《只要有你》             |
| 替补队伍 | 伍思凯 | 替补温岚入围“蓝队”         | 《特别的爱给特别的你》   |
| 替补队伍 | 顺子   | 替补高明骏入围“绿队”       | 《写一首歌》             |

### 比赛结果
第一季共12期，于2013年5月2日每周四22:30首播，2013年7月18日结束，最终成绩为：
- - 冠军—蓝队[2]（伍思凯、罗中旭、纪敏佳和郁可唯）

## 第二季

### 参赛歌手
| 战队     | 歌手     | 简介                                                           | 代表作             |
| -------- | -------- | -------------------------------------------------------------- | ------------------ |
| 神曲战队 | 腾格尔   | 蒙古草原上的歌王，原苍狼乐队队长兼主唱                         | 《天堂》《蒙古人》 |
| 神曲战队 | 巫启贤   | 马来西亚情歌王子                                               | 《你是我的唯一》   |
| 神曲战队 | 艾菲     | 2013年《中国梦之声》全国季军，回族的舞曲精灵                   | 《Wake Up》        |
| 狂飙战队 | 小沈阳   | 一鸣惊人的小品演员                                             | 《我叫小沈阳》     |
| 狂飙战队 | 多亮     | 来自新疆的走心歌者，2012年《中国好声音》学员                   | 《愤怒的老鸟》     |
| 狂飙战队 | 李佳薇   | 来自马来西亚的铁肺歌者，第七届《超级星光大道》冠军             | 《煎熬》           |
| 女神战队 | 尚雯婕   | 中国电音天后，2006年《超级女声》全国总冠军                     | 《最终信仰》       |
| 女神战队 | 汪小敏   | 甜美歌姬，2011年《花儿朵朵》全国总冠军，2013年《直通春晚》季军 | 《BABY GIRLS》     |
| 女神战队 | 张力尹   | 韩流回归的彝族歌姬，韩国SM娛樂公司培养的首位中国籍R&B歌手      | 《星愿》           |
| 摇滚战队 | 黑豹樂隊 | 中国摇滚乐队先锋                                               | 《潮汐墙》         |
| 摇滚战队 | 刘明辉   | 新生力量，2013年《中国最强音》全国亚军                         | 《我所幻想的未来》 |
| 摇滚战队 | 吴遥     | 摇滚女侠，前轮回乐队主唱                                       | 《烽火扬州路》     |
| 替补战队 | 刘文杰   | 质感男声，侗族歌王，信乐团主唱，最终替补入围“摇滚战队”         | 《勇敢闯》         |
| 替补战队 | 泳儿     | 香港新生代歌后，最终替补入围“女神战队”                         | 《你的承诺》       |
| 替补战队 | 莫龙丹   | 侗族歌后，2010年《花儿朵朵》全国总冠军，最终替补入围“女神战队” | 《爱在发烧》       |
| 替补战队 | 张赫宣   | 扣人心弦歌者，2012年《中国好声音》学员，最终替补入围“摇滚战队” | 《爸爸》           |
| 替补战队 | 蔡淳佳   | 新加坡小天后，最终替补入围“女神战队”                           | 《依恋》           |
| 替补战队 | 阿鲁阿卓 | 彝族歌后，解放军总政文工团演员，最终替补入围“神曲战队”         | 《遇上你是我的缘》 |

### 比赛结果
第二季共12期，于2014年5月17日每周六22:40首播，于2014年8月2日晚总决赛和颁奖典礼，最终成绩为：
| 奖项                            | 获奖歌手                          |
| ------------------------------- | --------------------------------- |
| 《我为歌狂2》冠军               | 摇滚战队—黑豹乐队、刘文杰、张赫宣 |
| 《我为歌狂2》亚军               | 狂飙战队—小沈阳、李佳薇、多亮     |
| 《我为歌狂2》季军               | 女神战队—泳儿、蔡淳佳、张力尹     |
| 《我为歌狂2》殿军               | 神曲战队—阿鲁阿卓、腾格尔、巫启贤 |
| 《我为歌狂2》最具舞台魅力歌手奖 | 汪小敏、蔡淳佳                    |
| 《我为歌狂2》最佳歌手奖         | 李佳薇                            |
| 《我为歌狂2》最受媒体关注歌手奖 | 张赫宣、泳儿                      |
| 《我为歌狂2》最具音乐风格歌手奖 | 吴遥、莫龙丹                      |
| 《我为歌狂2》最具人气歌手奖     | 张力尹、多亮                      |
| 《我为歌狂2》专家团推荐歌手奖   | 阿鲁阿卓、刘文杰                  |
| 《我为歌狂2》专家团歌手大奖     | 黑豹乐队                          |
| 《我为歌狂2》最具影响力歌手奖   | 小沈阳                            |
| 《我为歌狂2》年度票王           | 腾格尔                            |